# Runderlass
Ein Runderlass (RdErl) ist eine Anweisung einer obersten Bundes- oder Landesbehörde – also z. B. eines (Bundes-)Ministeriums – an nachgeordnete Behörden innerhalb ihres jeweiligen Geschäftsbereiches.
So kann beispielsweise das Innenministerium eines Landes für alle Polizeidienststellen des Landes per Runderlass festlegen, wie in bestimmten Situationen verfahren werden soll. Geben mehrere Ministerien einen Runderlass heraus, so spricht man von einem Gemeinsamen Runderlass (Abk. „Gem. RdErl“).
Beispiele für Runderlasse sind der sogenannte Radikalenerlass von 1972, der Volmer-Erlass zur Visumvergabe (siehe Visa-Affäre) von 2005, der vom Auswärtigen Amt an die Botschaften und Konsulate erging und eine vereinfachte Vergabepraxis von Visa zum Inhalt hatte oder der sogenannte Kaffee-Erlass in der Bundesfinanzverwaltung.
In einigen Ländern wird nicht von Runderlass, sondern von Erlass gesprochen.
Ein Erlass muss nicht vorab von einem Regierungskabinett genehmigt werden, im Gegensatz zu Verordnungen, wo dies häufig der Fall ist.